# Сольр-ле-Шато
Сольр-ле-Шато́ (фр. Solre-le-Château) — коммуна во Франции, регион О-де-Франс, департамент Нор, округ Авен-сюр-Эльп, кантон Фурми, в 100 км от Лилля и 45 км от Валансьена, в 5 км от границы с Бельгией.
Население (2017) — 1 815 человек.

## Достопримечательности
Церковь Святого Петра с «падающей» башней. Построенная в XVI веке церковь сильно пострадала от пожара в 1610 году и была частично перестроена. Старая готическая башня была заменена луковичным шпилем. У башни есть своя легенда. В прошлом девушки Сольра не отличались большим целомудрием, и часто при выходе из церкви после бракосочетания их встречали собственные дети. И вот однажды к церкви в белом платье подошла девственница, и башня наклонилась, чтобы посмотреть на это чудо. Небеса рассердились на неё за излишнее любопытство и наказали, закрепив шею в наклонном положении.
Замок, построенный здесь в Средние века, был разрушен во время испанско-французских войн XVII века, окончательно снесен после Великой Французской революции, и сохранился только в названии коммуны.

## Экономика
Уровень безработицы (2017) — 20,0 % (Франция в целом — 13,4 %, департамент Нор — 17,6 %). 

Среднегодовой доход на 1 человека, евро (2017) — 18 920 (Франция в целом — 21 110, департамент Нор — 19 490).

## Администрация
Пост мэра Сольр-ле-Шато с 2020 года занимает Патрик Деэн (Patrick Dehen). На муниципальных выборах 2020 года возглавляемый им блок одержал победу во 1-м туре, получив 64,58 % голосов.

## Демография
Динамика численности населения, чел.

## Ссылки

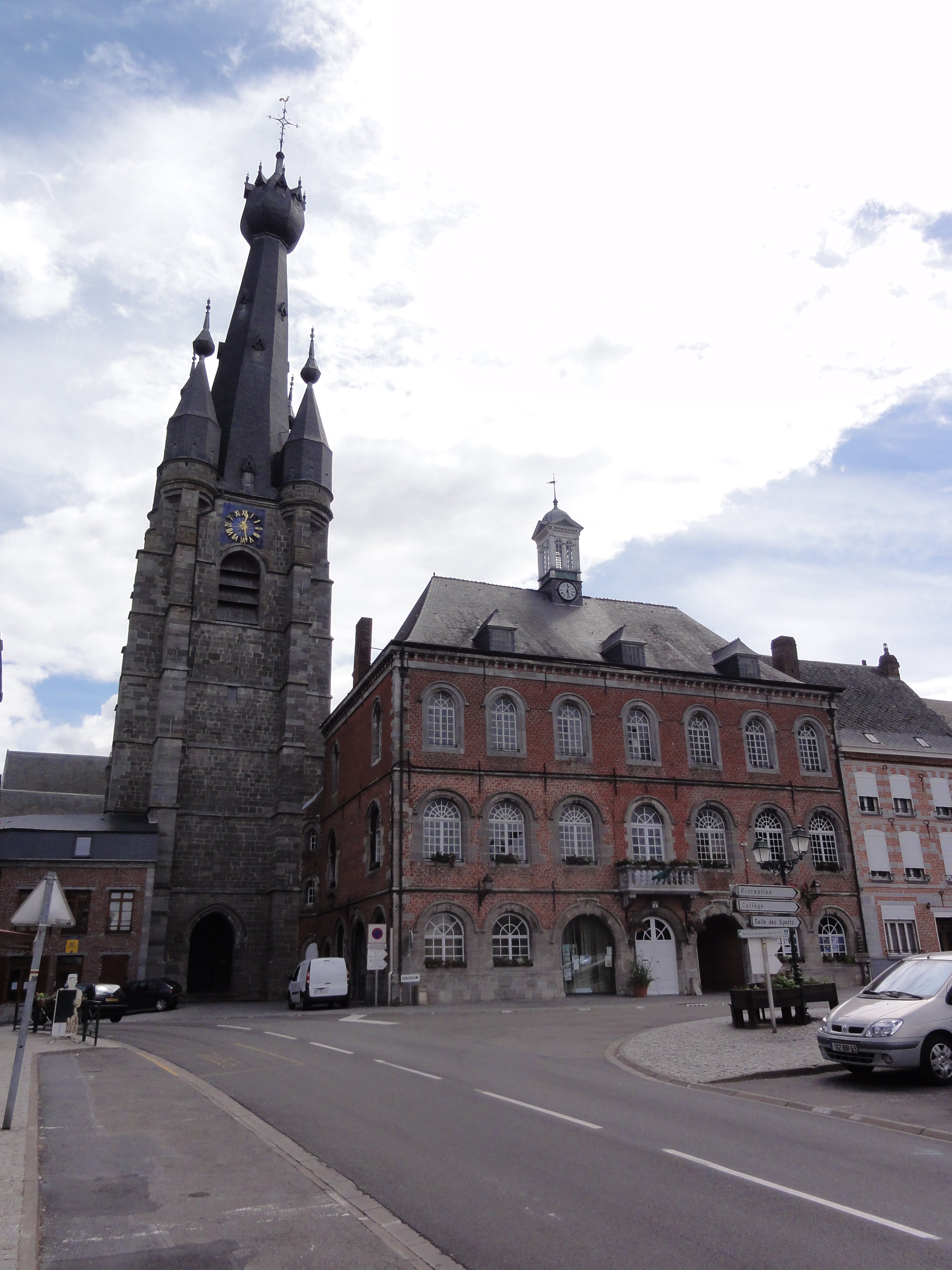
Церковь рядом со зданием мэрии